# Ascofinetia
× Ascofinetia, được viết tắt trong tiếng Anh Ascf trong thương mại, là một loài lai giữa các gien giữa các chi phong lan Ascocentrum và Neofinetia (Asctm x Neof).